# 김계란 (인터넷 방송인)
김계란은 대한민국의 인터넷 방송인이다. 해군특수전전단을 전역했으며 별칭은 빡빡이 아저씨이다. 2018년부터 피지컬갤러리에서 활동중이며 가짜사나이를 기획함으로 큰 인기를 얻고 있다. 모습은 대머리의  형태와 흰수염 분장에 선글라스를 쓰고 유튜버 활동 중에 있다. 또한 QWER의 총괄 프로듀서로 같이 수행한다. 

## 같이 보기
- QWER